# کویشا
کویشا
، روستایی است از توابع بخش مرکزی شهرستان خمام در استان گیلان ایران.

## جمعیت
این روستا در دهستان کته‌سرخمام قرار دارد و بر اساس سرشماری مرکز آمار ایران در سال ۱۳۸۵، جمعیت آن ۱۰۲۱ نفر (۲۹۵خانوار) بوده‌است.